# Phare avant de Newburyport
Le phare avant de Newburyport (en anglais : Newburyport Harbor Front Range Light) est un feu directionnel inactif situé au port de Newburyport, dans le comté d'Essex (État du Massachusetts).
Il est inscrit au Registre national des lieux historiques depuis le 15 juin 1987.

## Histoire
Le feu d'alignement antérieur du port de Newburyport est l'un des deux feux d' alignement historiques de Newburyport, dans le Massachusetts. Lors de sa construction en 1873, il était situé à Bayley's Wharf et fournissait, conjointement avec le phare arrière de Newburyport, une aide essentielle pour la navigation dans le port de Newburyport. Les stations ne sont plus en service depuis 1961 mais servent de repère aux marins qui arrivent. En 1964, le feu a été déplacé à son emplacement actuel sur le site du poste de garde-côte de la rivière Merrimack.
Les feux d'alignement, ou feu directionnel, sont des paires de balises utilisées pour guider les navires et assurer leur passage en toute sécurité. Les balises sont composées de deux feux séparés en distance et en altitude, de sorte que, lorsqu'ils sont alignés, les uns au-dessus des autres, ils fournissent un alignement parfait. Les feux d’alignement d’origine du port de Newburyport étaient entretenus par des fonds privés. En 1872, le Congrès avait affecté des fonds à la mise en place de feux d’alignement maintenus par le public après la destruction d’une des paires précédentes par une tempête.
Le feu d'alignement antérieur de Newburyport est une structure circulaire, avec une plaque extérieure en acier, d'une hauteur de 11 m. L'accès se fait par une porte incurvée. La tour est surmontée d'une lanterne à dix côtés, entourée d'une galerie balcon en fer avec des balustrades. Les fenêtres de la maison de la lanterne sont recouvertes de bois. Le feu a été construit en 1873 sur le quai de Bayley, à peu de distance à l'ouest de son emplacement actuel, avec le feu d' alignement postérieur situé près de la rue Water. Le phare a été converti à électricité en 1933 et automatisé en 1952. Vers 1961, une extension hexagonale 6,1 m) a été construite pour augmenter la hauteur de la tour ; cela a depuis été enlevé. La tour a été déplacée sur son site actuel en 1964, où la station de la Garde côtière a été construite en 1972. Il est entretenu par la Lighthouse Preservation Society 
Identifiant : ARLHS : USA-1097 .

### Lien connexe
- Liste des phares du Massachusetts